# Квак Чеу
Квак Чеу (кор. 郭再祐, 곽재우; 1552—1617) — корейский государственный и военный деятель времен династии Чосон, один из народных героев Кореи. Участник японско-корейской войны 1592 — 1598 гг. Один из организаторов корейских партизанских отрядов. Прозвище — Кесу, посмертное имя — Чхуник. Прозванный в народе «генерал в красных одеждах, который спустился с Небес».

## Биография
Квак Чеу родился в 1552 году в провинции Кёнсан в благородной помещичьей семье. Он получил хорошее конфуцианское образование и имел талант красноречия.
В 1587 году, в возрасте 34 лет, Квак успешно сдал государственные экзамены на должность гражданского чиновника династии Чосон. Он работал в провинциальном правительстве, но вскоре оставил государственную службу из-за конфликта с начальством и критики режима.
В 1592 г. после вторжения японских войск в Корею, Квак начал формирование партизанских отрядов из мелкой шляхты, мещан и крестьян для сопротивления завоевателям. Он продал свои имения для закупки оружия и набора командиров. Войска Квака проводили успешные рейды в тылу противника. Избегая прямого столкновения с основными японскими силами, генерал нападал на линии коммуникации и небольшие отряды. Он также атаковал небольшие отряды пехоты, которые занимались реквизицией продовольствия в корейских деревнях. В 1592 году партизаны Квака помешали японскому полководцу Анкокудзи Эйкею завоевать провинцию Чолла, а также сорвали японский штурм крепости Чинджу.
Визиткой генерала Квака во всех боевых вылазках стала его красная одежда, окрашенная менструальной кровью девственниц. Генерал верил, что тёмная женская энергия инь превращала его одежду в доспех, недоступный для японского огнестрельного оружия — олицетворение мужской энергии ян. Из-за этого наряд Квака называли «генерал в красных одеждах».
Успехи Квака в партизанской борьбе породили немало легенд о нем. В народном сознании генерал стал символом народного мстителя. Несмотря на резкую критику власти и самовольные акции, корейское правительство признал заслуги Квака и назначил в конце 1592 года председателем отдела Министерства наказаний. В 1593 году он был повышен до главы города Сонджу, а в 1595 году стал главой города Чинджу.
После войны Квак опять разругался с начальством и оставил службу. Остаток жизни он провел на родине, занимаясь изучением конфуцианства. Исследования генерала были изданы в сборнике «Манидан» — Зал забытых забот.
Квак Чеу умер в 1617 году.